# Cyprus op het Eurovisiesongfestival 2006
Cyprus nam deel aan het Eurovisiesongfestival 2006 in Athene, Griekenland. Het was de 24ste deelname van het land op het Eurovisiesongfestival. De CyBC was verantwoordelijk voor de Cypriotische bijdrage voor de editie van 2006.

## Selectieprocedure
Net zoals het jaar ervoor koos de nationale omroep dit jaar voor een nationale finale.
Eerst waren er 2 halve finales op 11 en 12 februari 2006. Aan elke halve finale namen 10 artiesten deel, waarvan er 5 doorgingen naar de finale door middel van televoting.
De finale vond plaats op 22 februari 2006 en werd gepresenteerd door Alex Michael & Christina Marouchou.
Het winnende lied werd gekozen door televoting.

### Halve finale 1, 11 februari 2006
| Volgorde | Lied                    | Artiest                           |
| -------- | ----------------------- | --------------------------------- |
| 1        | Love On The Weekend     | Andreas Konstatinidis             |
| 2        | I’m A Fighter           | Marina Solonos                    |
| 3        | Invincible              | Eleni Paris                       |
| 4        | Just Your Smile         | Eleni Andreou                     |
| 5        | Just A Dance            | Irini Athanassiou                 |
| 6        | If You Asked Me To Lie  | Giorgos Gavriel                   |
| 7        | I Need You To Need Me   | Liana                             |
| 8        | When I See You Dreamin' | Lizzi Marcroft                    |
| 9        | Funky                   | Nick Nikolaou & Vicky Anastassiou |
| 10       | Why Angels Cry          | Annette Artani                    |

### Halve 2, 12 februari 2006
| Volgorde | Lied                      | Artiest                            |
| -------- | ------------------------- | ---------------------------------- |
| 1        | Play That Melody to Me    | Eleftheria feat. Maria Zorli       |
| 2        | Lost In Love              | Marina Solonos                     |
| 3        | Land of Yesterday         | Evagoras Evagorou & Chrisi Antreou |
| 4        | Night's Shadows           | Theodoti Alexandrou                |
| 5        | Congratulations           | Marios Tofi                        |
| 6        | Everytime I Close My Eyes | Constantinos Andronikou            |
| 7        | We All Are Heroes         | Patrick Babak                      |
| 8        | To S'agapo                | Antonis Poorkou & Helena Georgiou  |
| 9        | After You                 | Valanto Trifonos                   |
| 10       | Don't Crack Now           | Eleni Paris                        |

### Finale
| Volgorde | Lied                      | Artiest                            | Punten | Plaats |
| -------- | ------------------------- | ---------------------------------- | ------ | ------ |
| 1        | Play That Melody to Me    | Eleftheria featuring Maria Zorli   | 32     | 7de    |
| 2        | I’m A Fighter             | Marina Solonos                     | 23     | 9de    |
| 3        | Why Angels Cry            | Annette Artani                     | 51     | 1ste   |
| 4        | Land of Yesterday         | Evagoras Evagorou & Chrisi Antreou | 44     | 3de    |
| 5        | Love on the Weekend       | Andreas Konstantinidis             | 35     | 5de    |
| 6        | Congratulations           | Marios Tofi                        | 46     | 2de    |
| 7        | Everytime I Close My Eyes | Constantinos Andronikou            | 25     | 8ste   |
| 8        | Just Your Smile           | Eleni Andreou                      | 17     | 10de   |
| 9        | Funky                     | Nick Nikolaou & Vicky Anastassiou  | 34     | 6de    |
| 10       | After You                 | Valanto Trifonos                   | 41     | 4de    |

## In Athene
In de halve finale moest men aantreden als negende van 23 landen aan, net na Ierland en voor Monaco. Het land behaalde een vijftiende plaats met 56 punten, wat niet genoeg was om de finale te halen.
Men ontving 1 keer het maximum van de punten.
België en Nederland hadden geen punten over voor deze inzending.

### Gekregen punten

#### Halve Finale
| 12 punten     | 10 punten                    | 8 punten   | 7 punten                        | 6 punten                    |
| ------------- | ---------------------------- | ---------- | ------------------------------- | --------------------------- |
| - Griekenland | - Monaco                     |            | - Armenië - Verenigd Koninkrijk |                             |
| 5 punten      | 4 punten                     | 3 punten   | 2 punten                        | 1 punt                      |
|               | - Albanië - Malta - Roemenië | - Oekraïne | - Bulgarije - Duitsland         | - Wit-Rusland - Zwitserland |

### Punten gegeven door Cyprus

#### Halve Finale
Punten gegeven in de halve finale:
| 12 punten | Armenië               |
| 10 punten | Rusland               |
| 8 punten  | Bulgarije             |
| 7 punten  | Finland               |
| 6 punten  | Oekraïne              |
| 5 punten  | Bosnië en Herzegovina |
| 4 punten  | Litouwen              |
| 3 punten  | Nederland             |
| 2 punten  | Zweden                |
| 1 punt    | België                |

#### Finale
Punten gegeven in de finale:
| 12 punten | Griekenland           |
| 10 punten | Roemenië              |
| 8 punten  | Rusland               |
| 7 punten  | Armenië               |
| 6 punten  | Oekraïne              |
| 5 punten  | Finland               |
| 4 punten  | Litouwen              |
| 3 punten  | Zwitserland           |
| 2 punten  | Bosnië en Herzegovina |
| 1 punt    | Verenigd Koninkrijk   |

1981 · 1982 · 1983 · 1984 · 1985 · 1986 · 1987 · 1988 · 1989 · 1990 · 1991 · 1992 · 1993 · 1994 · 1995 · 1996 · 1997 · 1998 · 1999 · 2000 · 2001 · 2002 · 2003 · 2004 · 2005 · 2006 · 2007 · 2008 · 2009 · 2010 · 2011 · 2012 · 2013 · 2014 · 2015 · 2016 · 2017 · 2018 · 2019 · 2020 · 2021 · 2022 · 2023 · 2024 · 2025